# Consonne nasale palatale voisée
Ne doit pas être confondu avec API ŋ ou API ɳ.
La consonne nasale palatale voisée est un son consonantique fréquent dans de nombreuses langues. Le symbole dans l'alphabet phonétique international est [ɲ].

## Caractéristiques
ɲ
Voici les caractéristiques de la consonne nasale palatale voisée :
- Son mode d'articulation est occlusif, ce qui signifie qu'elle est produite en obstruant l’air du chenal vocal.
- Son point d'articulation est dit palatal, ce qui signifie qu'elle est articulée avec le milieu ou l'arrière de la langue contre le palais rigide.
- Sa phonation est voisée, ce qui signifie que les cordes vocales vibrent lors de l’articulation.
- C'est une consonne nasale, ce qui signifie que l’air peut s’échapper par le nez.
- C'est une consonne centrale, ce qui signifie qu’elle est produite en laissant l'air passer au-dessus du milieu de la langue, plutôt que par les côtés.
- Son mécanisme de courant d'air est égressif pulmonaire, ce qui signifie qu'elle est articulée en poussant l'air par les poumons et à travers le chenal vocatoire, plutôt que par la glotte ou la bouche.

## En français
Le français, comme la plupart des autres langues romanes, possède le [ɲ]. En français, il s'écrit soit avec le digramme ‹ gn ›, comme dans « indigné », soit avec le trigramme ‹ ign › (forme anciennement usuelle avant qu'elle soit simplifiée en ‹ gn ›), comme dans « oignon ». De nombreux Français ont tendance à la prononcer [nj], comme dans « nièce ». La grande proximité phonétique entre les deux sons rend la distinction difficile pour de nombreux locuteurs français contemporains : même ceux qui les prononcent distinctement peuvent ne pas entendre la différence tant qu'ils ne prêtent pas attention au point d'articulation.

## Dans les autres langues
Plusieurs langues romanes possèdent le [ɲ]. L'italien et le romanche l'écrivent comme le français avec le digramme ‹ gn ›, le catalan l'écrit ‹ ny ›, le portugais et l'occitan ‹ nh ›. L'espagnol le possède aussi et l'écrit à l'aide de la lettre ‹ ñ ›. Le roumain et le moldave ne le possèdent que dans les mots d’emprunt, mais aussi dans les dialectes transylvaniens.
Le basque l’écrit ñ.
Seuls certains dialectes de l'Est du finnois permettent la palatalisation. La langue standard ne possède pas de consonne palatale.
Le [ɲ] est aussi très courant dans les langues slaves, comme en biélorusse (‹ нь ›, ‹ ń ›), en polonais (‹ ń ›), en slovaque et en tchèque (‹ ň ›).
La consonne et sa lettre font partie des alphabets du zarma (arrêté 215-99 de la république du Niger[réf. nécessaire]) au Niger et du bambara au Mali.